# Красановичи
Красановичи (серб. Красановићи / Krasanovići) — село в общине Братунац Республики Сербской Боснии и Герцеговины. Население составляет 229 человек по переписи 2013 года.